# Zanobi Machiavelli

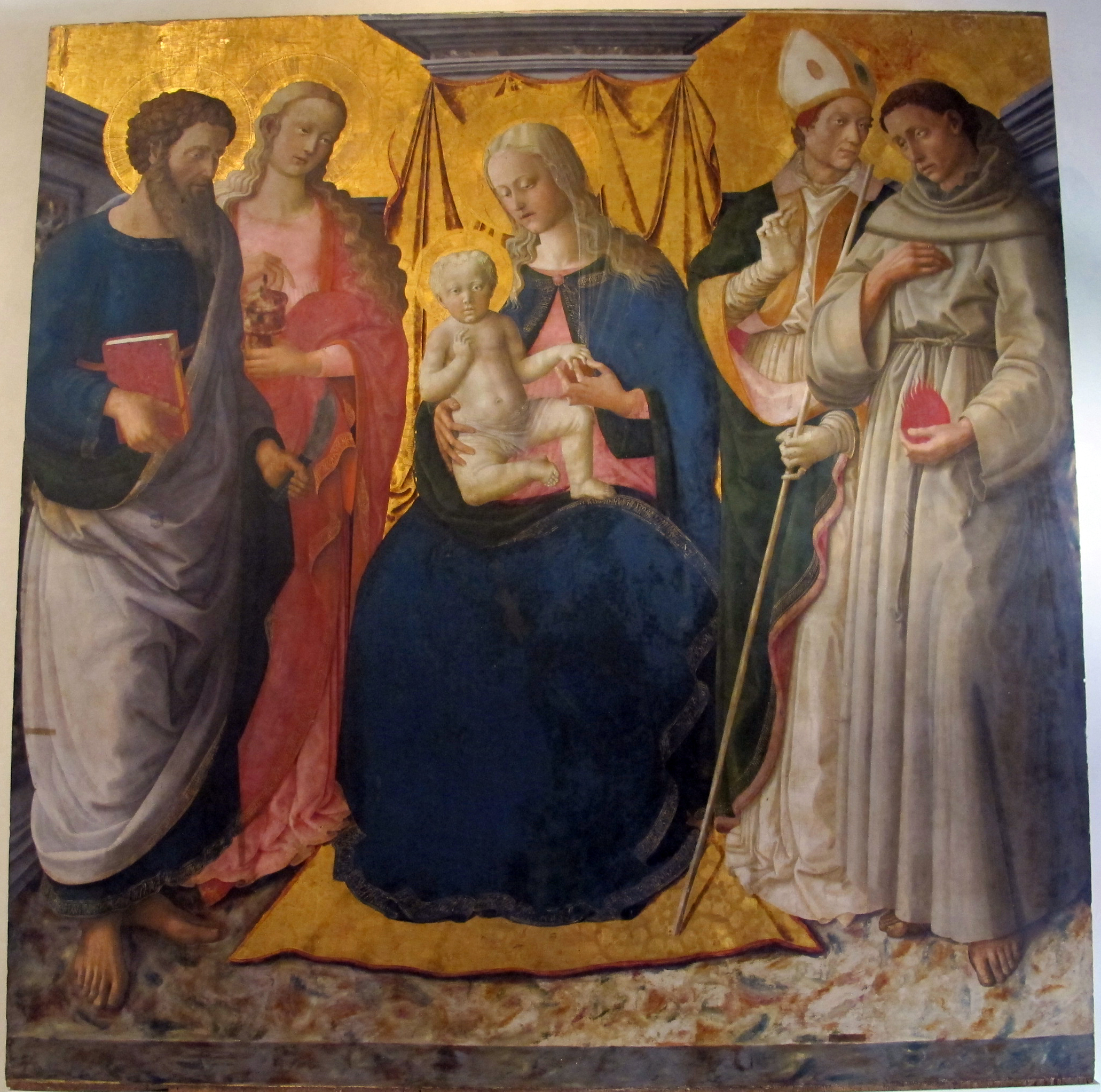
Pala nel museo nazionale di Villa Guinigi

Zanobi Machiavelli (23 settembre 1418 – Pisa, 7 maggio 1479) è stato un pittore e miniaturista italiano.

## Biografia
Secondo Vasari, Zanobi Machiavelli ebbe come maestro Benozzo Gozzoli.
Si possono vedere alcune sue opere alla National Gallery di Londra, al Museo nazionale di San Matteo di Pisa e alla Dunedin Public Art Gallery.